# Porsanger
Porsanger (severnosamijsko Porsáŋgu; kvensko Porsanki) je občina v okrožju Troms og Finnmark na Norveškem. Upravno središče občine je vas Lakselv. Druge vasi v občini so Børselv, Brenna, Indre Billefjord, Kistrand, Olderfjord in Skoganvarre.
S 4873 kvadratnimi kilometri je občina tretja največja po površini od 356 občin na Norveškem. Porsanger je 204. najbolj naseljena občina na Norveškem s 3904 prebivalci, od katerih jih veliko izvira iz Kvenov (Kainu) ali Samijev. Gostota prebivalstva v občini je 0,8 prebivalca na kvadratni kilometer, njeno prebivalstvo pa se je v zadnjih 10 letih zmanjšalo za 1,1 %.

## Splošne informacije
Občina Kistrand (preimenovana v Porsanger leta 1964) je bila ustanovljena 1. januarja 1838 (zakon formannskapsdistrikt). 1. januarja 1851 je bil južni del Kistranda (869 prebivalcev) ločen, da bi postal nova občina Kautokeino. 1. januarja 1861 je bil severni del Kistranda (345 prebivalcev) ločen, da bi postal nova občina Kjelvik. 1. januarja 1866 je bil južni del Kistranda (prebivalstvo: 515) ločen, da bi postal nova občina Karasjok.
1. januarja 2020 je občina postala del novoustanovljenega okrožja Troms og Finnmark. Prej je bilo del starega okrožja Finnmark.

### Ime
Občina se je prvotno imenovala Kistrand, po kmetiji, kjer je bila glavna župnijska cerkev (kistrandska cerkev). Leta 1964 se je občina preimenovala v Porsanger, po domače Porsangerfjorden.
Staronordijska oblika imena je bila Porsangr. Prvi element je verjetno ime rastline pors ali finnmarkspors (Rhododendron tomentosum). Druga teorija pravi, da izhaja iz severnosamijske besede borsi, kar pomeni 'slap'. Zadnji element je angr, kar pomeni 'fjord'.
Od leta 2004 ima občina tri uradna imena: Porsanger, Porsáŋgu in Porsanki, saj ima tri uradne jezike: norveščino, severno samijščino in kvenščino.

### Cerkve
Norveška cerkev ima v občini Porsanger eno župnijo (sokn). Je del Indre Finnmark prosti (dekanije) v škofiji Nord-Hålogaland.

## Zgodovina
Območje so Samiji poseljevali že od nekdaj. V 18. stoletju so se ljudje s Finske, ki so bežali pred lakoto in vojno, naselili ob Porsangerfjorden. Ti ljudje so danes znani kot Kven. Danes so v uporabi trije uradni jeziki, občina pa se imenuje Porsanger, Porsáŋgu in Porsanki (ime v norveščini, severnem Samiju in kvenščini/finščini).

## Geografija
Občina Porsanger je tretja največja občina na Norveškem po površini s 4873 kvadratnimi kilometri. Občina obdaja notranji del fjorda Porsangerfjorden, četrtega najdaljšega fjorda na Norveškem in najdaljšega na severu Norveške.
Porsangerfjorden je široko, odprto vodno telo s številnimi otoki. Polotok Porsanger leži na zahodni obali fjorda, polotok Sværholt pa na vzhodni obali. Največja vas (in občinsko središče) je vas Lakselv na južnem koncu fjorda. Na obeh straneh fjorda je veliko manjših vasi, predvsem Kistrand, Olderfjord, Børselv in Indre Billefjord.
Narodni park Stabbursdalen z najsevernejšim borovim gozdom na svetu leži zahodno od fjorda in vasi Lakselv. Skozi park teče reka Stabburselva. Drugi pomembni reki sta Børselva in Lakselva, obe sta znani po ribolovu lososa. V občini sta jezeri Gákkajávri in Kjæsvannet.
V Porsangerju je vsako leto polnočno sonce od 16. maja do 27. julija, od 25. novembra do 16. januarja pa je polarna noč.

### Ptičje življenje
Porsanger je območje bogate in raznolike ptičje favne. Tukaj lahko najdemo takšno vrsto, kot je smrekov kalin. Proč od gozdov so okoliška mokrišča najbolj pestra. Spomladi se na obrežju Porsangerfjorda na tisoče velikih prodnikov (Calidris canutus) ustavi za počitek in hranjenje.

### Podnebje
Lakselv ima borealno podnebje z zmernimi padavinami in dolgimi zimami, vendar še vedno z letno srednjo vrednostjo precej nad lediščem, kar zagotavlja, da ni permafrosta. Zime so manj hude v smislu mraza, kot bi pričakovali za mesto na 70 stopinjah zemljepisne širine. Najvišja temperatura vseh časov 34,3 °C je bila zabeležena 5. julija 2021.. To je najtoplejša temperatura, ki je bila kdaj koli zabeležena severno od 70 stopinj severno v Evropi. Najnižja temperatura v zgodovini –33,6 °C je od januarja 1986. Povprečni datum zadnje nočne zmrzali (nanižje pod 0 °C) spomladi je 24. maj in povprečna datum prve zmrzali jeseni je 6. september, kar pomeni 105-dnevno sezono brez zmrzali. Vremenska postaja (snemanje od avgusta 1945) je na letališču Banak, 1 kilometer od mesta.

## Gospodarstvo
Letališče Lakselv, Banak, je na polotoku Banak, severno od vasi Lakselv, ob obali fjorda. Letališče ima povezave s Tromsøm in Kirkenesom, upravlja pa ga Widerøe. V poletni sezoni obstajajo tudi čarterski leti. Letališče uporablja tudi postaja skupine Banak Kraljevih norveških zračnih sil. Norveška vojska ima tudi garnizijo v Porsangermoenu (garnizija Porsangerja), zato je vojaška prisotnost v Porsangerju precej velika.
Lokalna časopisa sta Finnmark Dagblad in Ságat. Tukaj se nahaja najsevernejša vinska klet, ki namesto grozdja uporablja jagode.